# Consigny
Consigny ist eine französische Gemeinde mit 77 Einwohnern (Stand: 1. Januar 2022) im Département Haute-Marne in der Region Grand Est (vor 2016 Champagne-Ardenne). Sie gehört zum Arrondissement Chaumont und zum Kanton Bologne. Die Einwohner werden Consignéens genannt.

## Geographie
Consigny liegt etwa 20 Kilometer ostnordöstlich von Chaumont am Sueurre. Umgeben wird Consigny von den Nachbargemeinden Ecot-la-Combe im Norden, Clinchamp im Norden und Nordosten, Ozières im Osten, Millières im Süden und Südosten, Forcey im Westen und Südwesten sowie Bourdons-sur-Rognon im Westen.

## Bevölkerungsentwicklung
| Jahr                       | 1962 | 1968 | 1975 | 1982 | 1990 | 1999 | 2006 | 2011 | 2019 |
| Einwohner                  | 125  | 116  | 90   | 86   | 71   | 76   | 72   | 67   | 72   |
| Quellen: Cassini und INSEE |      |      |      |      |      |      |      |      |      |

## Sehenswürdigkeiten
- Kirche Saint-Pierre aus dem 19. Jahrhundert
- romanische Kapelle aus dem 13. Jahrhundert, zisterzienserische Gründung